# Onuphis eremita
Onuphis eremita är en ringmaskart som beskrevs av Jean Victor Audouin och Milne Edwards 1833. Onuphis eremita ingår i släktet Onuphis och familjen Onuphidae. Arten har ej påträffats i Sverige.

## Underarter
Arten delas in i följande underarter:
- O. e. oculata
- O. e. parva